# Parafia św. Michała Archanioła w Witorożu
Parafia św. Michała Archanioła w Witorożu – parafia rzymskokatolicka w Witorożu
Parafia erygowana w 1919 roku. Obecny kościół został wybudowany w 1739 roku jako cerkiew unicka, w 1875 roku zamieniony na cerkiew prawosławną, a w 1919 roku rekoncyliowany na kościół rzymskokatolicki.
Parafia obejmuje swoim zasięgiem miejscowości: Danówka, Leszczanka, Łan, Strzyżówka, Witoroż i Wólka Korczowska.